# II bitwa o Faludżę
Druga bitwa o Faludżę (kryptonim Phantom Fury) – konflikt zbrojny, który prowadzony był przez siły amerykańskie podczas okupacji Iraku w mieście Faludża, które było bastionem sunnickich ekstremistów i terrorystów z Al-Ka’idy. Walki toczone w dniach 7–16 listopada 2004 zakończyły się odbiciem miasta przez sprzymierzonych.
Była to największa bitwa amerykańskich wojsk od czasu walk w Huế w 1968 podczas wojny w Wietnamie.
W kwietniu 2004 Amerykanie stoczyli I bitwę o Faludżę, której przyczyną było zabójstwo pracowników prywatnego przedsiębiorstwa Blackwater. Operacja zakończyła się niepowodzeniem. Wojska amerykańskie ogłosiły zawieszenie broni oraz sfinansowały specjalną milicję, która wkrótce przeszła na stronę rebeliantów. Miasto było nadal silnym bastionem sunnickich rebeliantów.

## Tło
Faludża była jednym z najbardziej religijnych i kulturowo tradycyjnych miast irackich. Wielu mieszkańców miasta było zatrudnionych w policji oraz w wojsku.
Po upadku partii Baas w Iraku włodarzem miasta został Taha Bidajwi Hamed, wybrany 30 kwietnia 2003.
Podczas inwazji na Irak miasto było sporadycznie ostrzeliwane. 700 żołnierzy USA wkroczyło do niego 23 kwietnia 2003. Wieczorem 28 kwietnia, tłum ok. 200 osób zebrał się pod szkołą Al-Ka’id zajętą przez Amerykanów. Ludzie ci domagali się opuszczenia budynku przez Amerykanów i ponownego otwarcia szkoły. Czterech żołnierzy w celu rozproszenia zgromadzenia, użyło gazu łzawiącego, a następnie otworzyło ogień. Zginęło 17, a rannych zostało 70 protestujących. Według relacji żołnierzy ostrzał trwał 30–60 sekund, jednak Human Rights Watch doniosła, że nawet 10 minut. Amerykańscy żołnierze twierdzili, że otworzyli ogień po tym jak protestujący pierwsi zaatakowali. Dwa dni później z siedziby partii Baas ostrzelano żołnierzy amerykańskich zabijając trzech z nich.
W czerwcu 2003 siły amerykańskie rozpoczęły konfiskatę motocykli mieszkańców twierdząc, że były wykorzystywane do ataków na amerykańskich żołnierzy.
30 czerwca doszło do eksplozji w meczecie, w której zginął imam Szajch Lajs Chalil oraz ośmiu wiernych. Lokalni mieszkańcy o atak oskarżyli okupantów, natomiast armia amerykańska twierdziła, że zamach przeprowadził zamachowiec-samobójca.
12 lutego 2004 rebelianci zaatakowali konwój wojsk USA przejeżdżający przez Faludżę.
Jedenaście dni później terroryści dokonali ataku na trzy komisariaty, budynek urzędu burmistrza oraz siedzibę obrony cywilnej. Co najmniej 17 policjantów zostało zabitych, a z cel zbiegło 87 przetrzymywanych. W tym czasie amerykańska jednostka „82nd Airbone” dokonywała nalotów w Faludży.
W marcu 2004 odpowiedzialność za prowincję Al-Anbar przekazano amerykańskiemu „Marine Expeditonary Force”. Na początku marca Faludża w znacznej części była kontrolowana przez grupy partyzanckie. Wzrost przemocy wobec Amerykanów, doprowadził do całkowitego wycofania ich wojsk z miasta. Pozostały jedynie dwa posterunki przy placach Kusaja i Udaja Husajna.
31 marca 2004 roku na ulicach Faludży w Iraku, rebelianci zaatakowali z karabinów maszynowych i granatów dwa jeepy przedsiębiorstwa ochroniarskiego Blackwater Worldwide przewożące jedzenie dla przedsiębiorstwa ESS. Zginęło 4 pracowników – Scott Helvenston, Jerko Zovko, Wesley Batalona i Michael Teague, a ich ciała zostały podpalone i powieszone na moście nad Eufratem. Zdjęcia agencji prasowych przedstawiające zbezczeszczone zwłoki wywołały ogromne oburzenie w USA.
Zabójstwo pracowników Blackwater było bezpośrednią przyczyną szturmu wojska amerykańskiego na Faludżę. 1 kwietnia gen. bryg. Mark Kimmitt, obiecał zdecydowaną odpowiedź za śmierć Amerykanów.
4 kwietnia siły amerykańskie przy udziale wojsk rządowych zaatakowały miasto, w którym działało kilka tysięcy bojowników, wśród nich Abu Musab az-Zarkawi. Gwałtowne walki trwały do 9 kwietnia, kiedy Amerykanie jednostronnie zawiesili działania w Faludży. 1 maja 2004 roku Amerykanie zakończyli operację Vigiliant Resolve i wycofali się z miasta po stratach wynoszących: 38 zabitych i 90 rannych. Rebelianci odnieśli sukces i przejęli faktyczną władzę nad miastem. W pierwszej bitwie zginęło 184 rebeliantów i 616 cywilów. Przez następne miesiące terroryści sunniccy i ich pozycje w mieście były celami częstych i zmasowanych ataków powietrznych i ostrzału artyleryjskiego.

## Bitwa
Operacja pod kryptonimem Phantom Fury (rebelianci nazwali ją Al-Fajr – upadek) rozpoczęła się w nocy 7 listopada 2004. Atak z zachodu i południa podjęły korpusy marines 3rd Light Armored Reconnaissance Battalion, Marine Corp Reserve’s 1st Battalion, 23rd Regiment, Combat Service Support Company 113, Combat Service Support Battalion 1 i amerykańskie jednostki specjalne wspierane przez Iraqi 36th Commando Battalion. Ofensywa lądowa rozpoczęła się o 19:00. Na początku działań dywersyjnych zajęto szpital i wioskę na zachód od Faludży, naprzeciwko Eufratu. Następnie zabezpieczono most nad Eufratem – Jurf Kas Sukr. Te początkowe sukcesy miały niewielkie znaczenie strategiczne, celem ich było odwrócenie uwagi i zmylenie rebeliantów broniących miasto. British Black Watch Battalion patrolowały główne drogi prowadzące do Faludży od wschodu.
W kwietniu Faludży broniło 500 bojowników gotowych do walki i 2 tysiące pozostających w odwodzie. W listopadzie liczba rebeliantów gotowych do obrony wyniosła 4–5 tysięcy, jednak część uciekła przed atakiem sprzymierzonych. Siły amerykańskie podały, że do obrony miasta przystąpiło ok. 2–3 tys. rebeliantów.

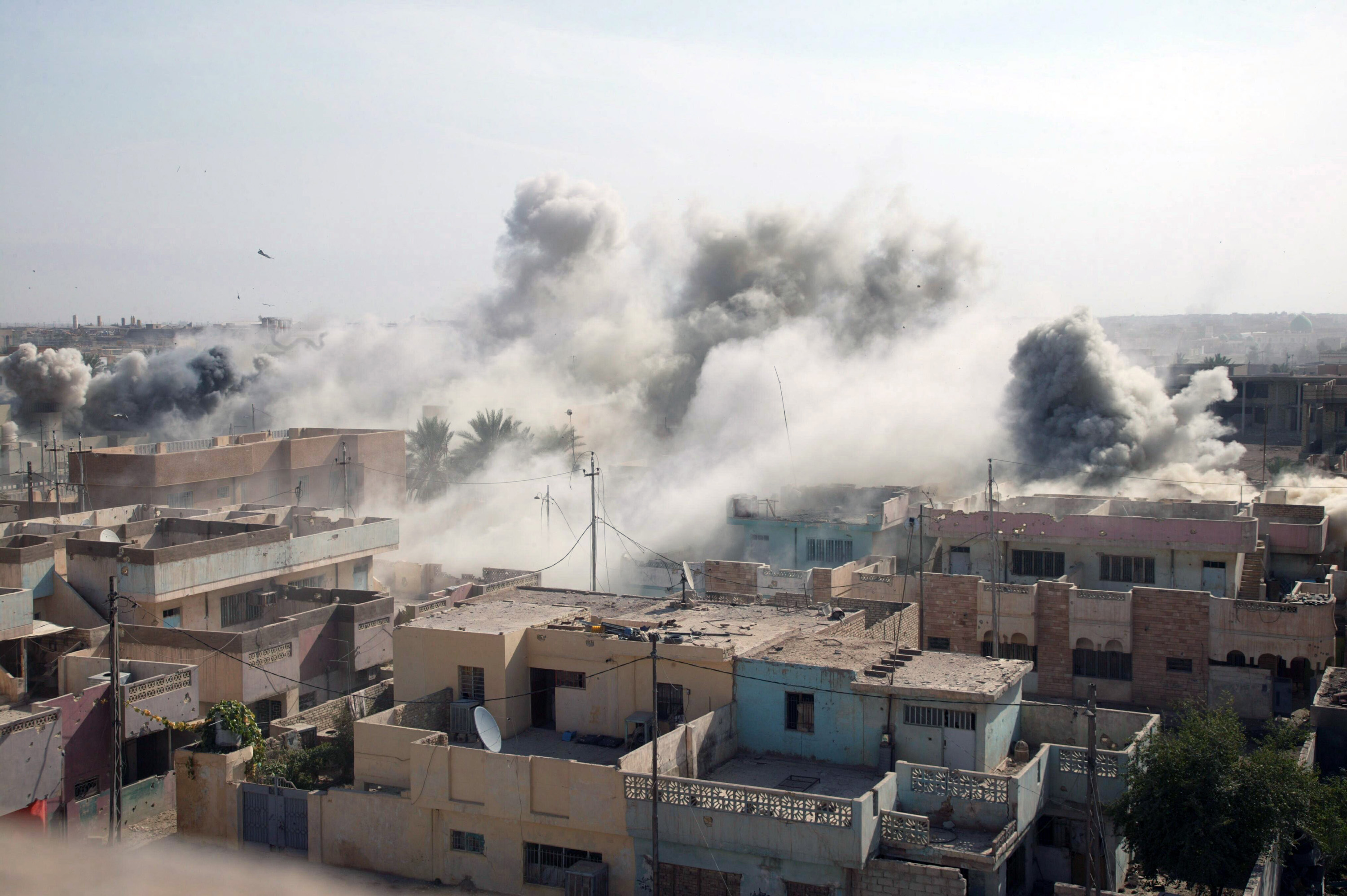
Zabudowa została mocno zniszczona w wyniku bombardowań

Główny atak sześciu batalionów amerykańsko-irackich miał miejsce pod osłoną nocy 9 listopada. Zbombardowano główny dworzec, który po zajęciu był miejscem postoju dla sił zbrojnych. O godzinie 17. w mieście wyłączono elektryczność. Amerykanie szybko przesuwali się przez północno-wschodnią część miasta. Rebelianci ciężki opór stawiali w zachodniej Faludży i tam postępy były znacznie wolniejsze. Po zapadnięciu zmroku marines autostradą nr 10 przedostali się do centrum. 9 listopada pojmano 38 rebeliantów, w tym czterech obcokrajowców. Zginęło też dwóch marines.
Tego samego dnia, liderzy sunnickiej Islamskiej Partii w Iraku w odpowiedzi na atak na Faludżę, ogłosili iż wychodzą z rządu tymczasowego. Sunnici ogłosili także plany bojkotu wyborów z 2005 roku.

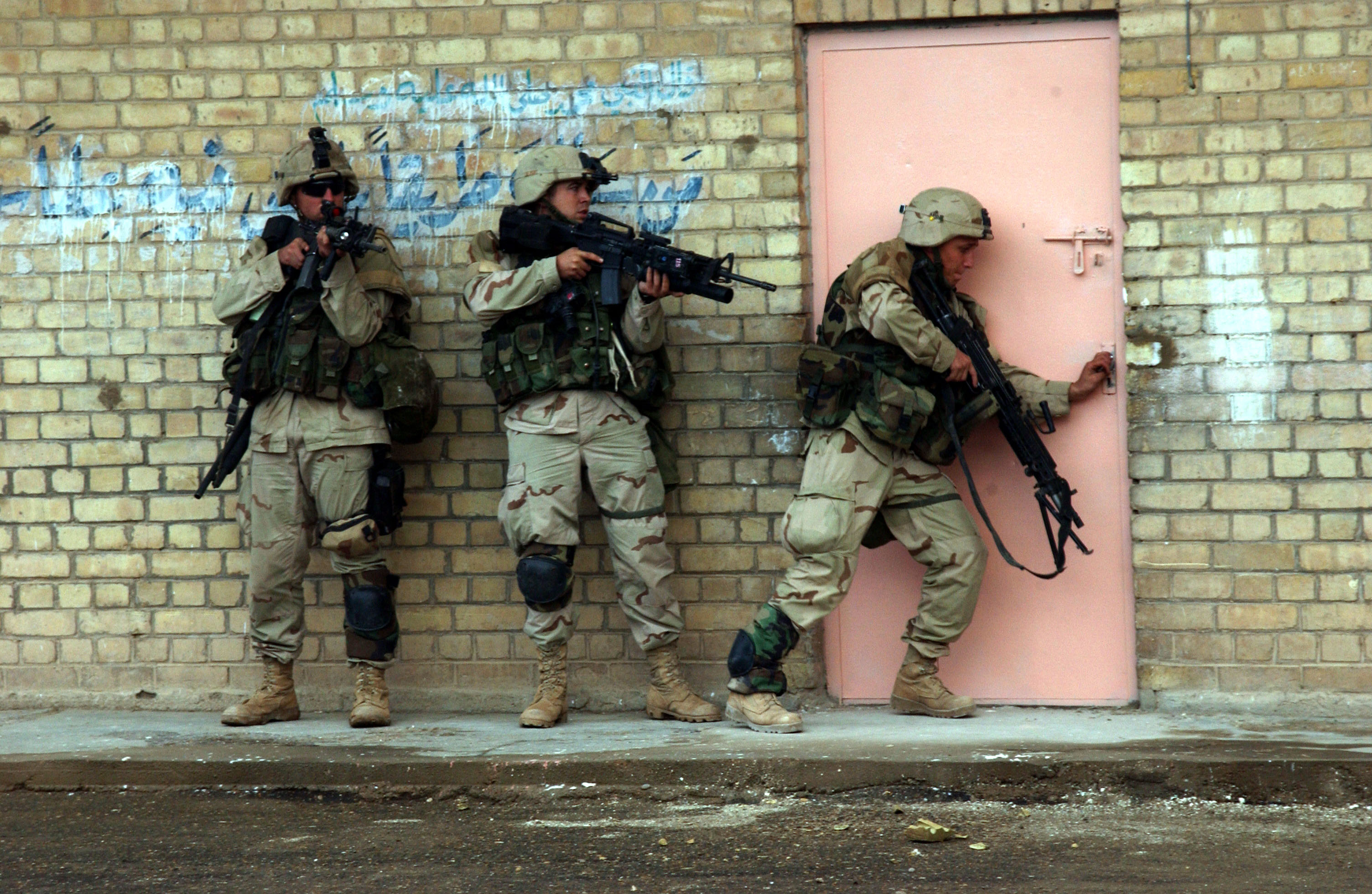
Żołnierze 2. batalionu, 5. pułku kawalerii, 1. Dywizji Kawalerii gotowi do wejścia do budynku w Faludży podczas operacji Phantom Fury (9 listopada 2004)

10 listopada ogłoszono, że 70% miasta znajduje się już pod kontrolą sprzymierzonych. Wśród zajętych obiektów był urząd prezydenta, kilka meczetów, centrum handlowe i inne główne cele miejskie. Podczas bombardowań zniszczeniu uległo wiele budynków. Amerykanie swobodnie poruszali się drogą wschód-zachód. Siły irackie zajęły dzielnicę Jolan w północno-zachodniej części miasta, natomiast Amerykanie zmagali się z oporem bojowników w południowo-zachodniej dzielnicach Resala i Nazal.
11 listopada odkryto budynki w których terroryści przetrzymywali zakładników i dokonywali egzekucji. Generał Abdul Kadir Muhammad Jassem Mohan nazwał je rzeźnią. Tego dnia w Faludży zestrzelono dwa śmigłowce Cobra, które zostały trafione pociskami z ziemi. Maszyny były zmuszone do awaryjnego lądowania, jednak załogom nic się nie stało. W północno-wschodniej części miasta żołnierze napotkali człowieka przykutego do muru. Mężczyzna wyjawił, że był taksówkarzem i został porwany dziesięć dni wcześniej. W niewoli był kneblowany kablem, a następnie przytwierdzono go do ściany, kiedy terroryści uciekli z miasta.
Podczas bitwy o miasto, sprzymierzeni stosowali taktykę walki o każdy dom, które po zajęciu przeszukiwane były w celu odnalezienia składów broni i ukrywających się powstańców. Tego dnia w walkach zginęło 18 żołnierzy USA, pięciu irackich wojskowych. 164 żołnierzy amerykańskich i irackich odniosło rany. Śmierć poniosło ok. 600 rebeliantów.

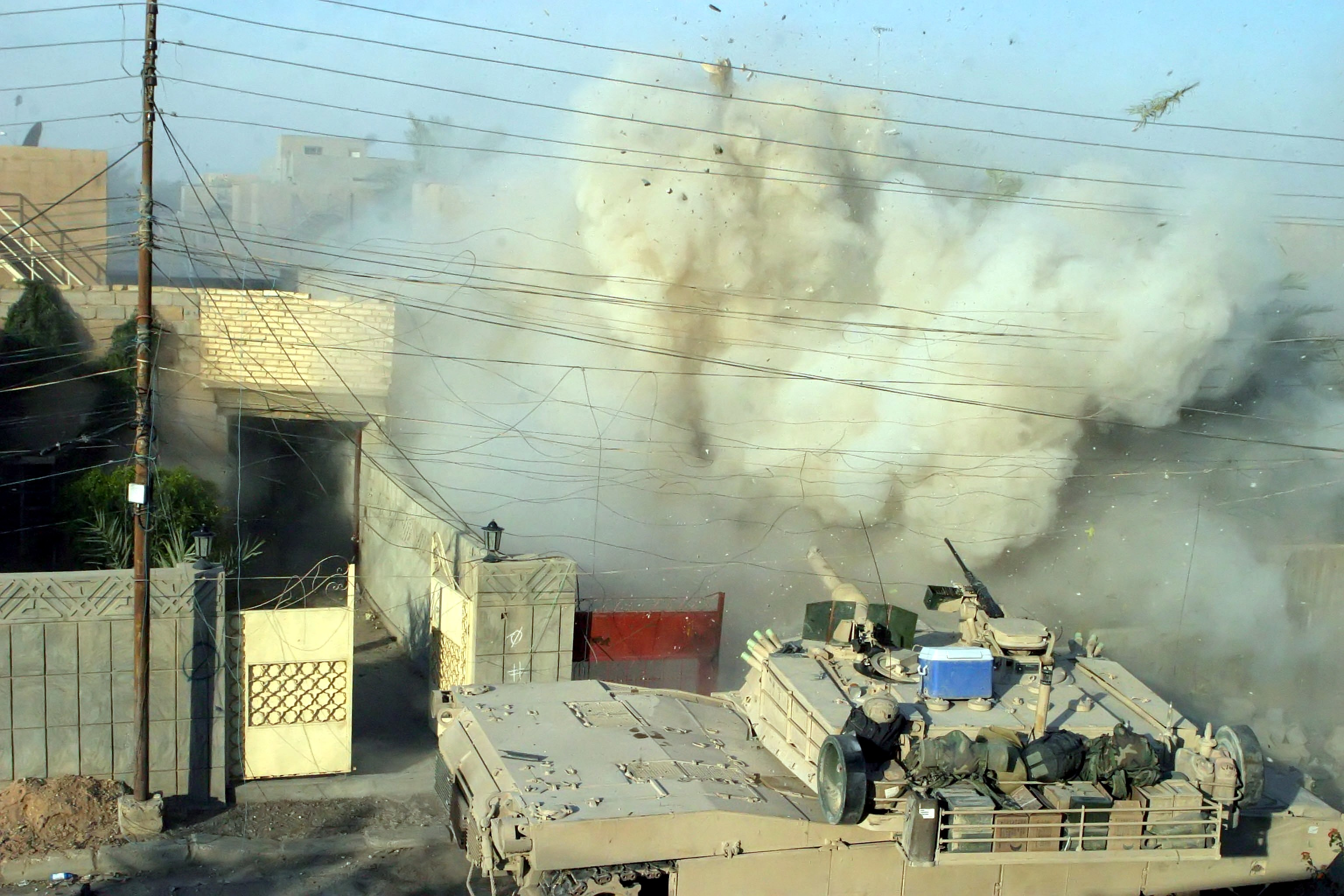
W walce czynny udział brały czołgi M1 Abrams

12 listopada koalicja opanowała około 80% powierzchni miasta. Podczas starć zatrzymano 151 bojowników. Największy opór utrzymywał się w południowych dzielnicach przemysłowych, dokąd siły sprzymierzonych przesuwały się z centrum. Iracki Czerwony Półksiężyc określił sytuację w mieście jako katastrofalną. Zaapelował do sił prowadzących walkę o możliwość udzielenia pomocy medycznej mieszkańcom Faludży. Iracki rząd wysłał wówczas 14 samochodów ciężarowych z materiałami medyczno–humanitarnymi.
13 listopada Amerykanie przejęli kontrolę nad większością miasta. Nadal stosowano taktykę walki z domu do domu. Do tego czasu zabito ponad 1 tys. rebeliantów, a zatrzymano ich ok. 200. Większość ciężkich walk dobiegła końca 13 listopada, jednak marines nadal prowadzili ofensywę.
15 listopada, w południowej części Faludży, nadal walczyły pojedyncze grupy sunnitów. Pod powierzchnią ziemi odkryto wówczas tunele, służące do przemytu broni, dzięki którym bojownicy mogli dłużej stawiać opór. Siły amerykańskie zniszczyły tunele, odkrywając w nich m.in. pociski przeciwlotnicze. Tempo operacji lądowej spadało, ponieważ dochodziło do częstych eksplozji min–pułapek. Walki toczyły się o każdy budynek, a marines używali ładunków wybuchowych do wysadzania drzwi. W wielu domach znaleziono broń, amunicję oraz materiały do produkcji bomb. Amerykańscy żołnierze walczyli przy wsparciu szturmowych śmigłowców Apache. Doszło do nowej serii ataków lotniczych i artyleryjskich na pozycje rebeliantów.
Iracki Czerwony Półksiężyc nie był w stanie sprawnie dostarczać żywności, wody i pomocy medycznej dla ludności cywilnej z powodu ciągłych walk. W okolicznych wioskach zorganizowano obozy, w których schronienie znalazły dziesiątki tysięcy uchodźców. Do 15 listopada w bitwie zginęło 38 żołnierzy USA, sześciu żołnierzy irackich i ok. 1200 rebeliantów. 275 amerykańskich żołnierzy odniosło obrażenia na polu walki.

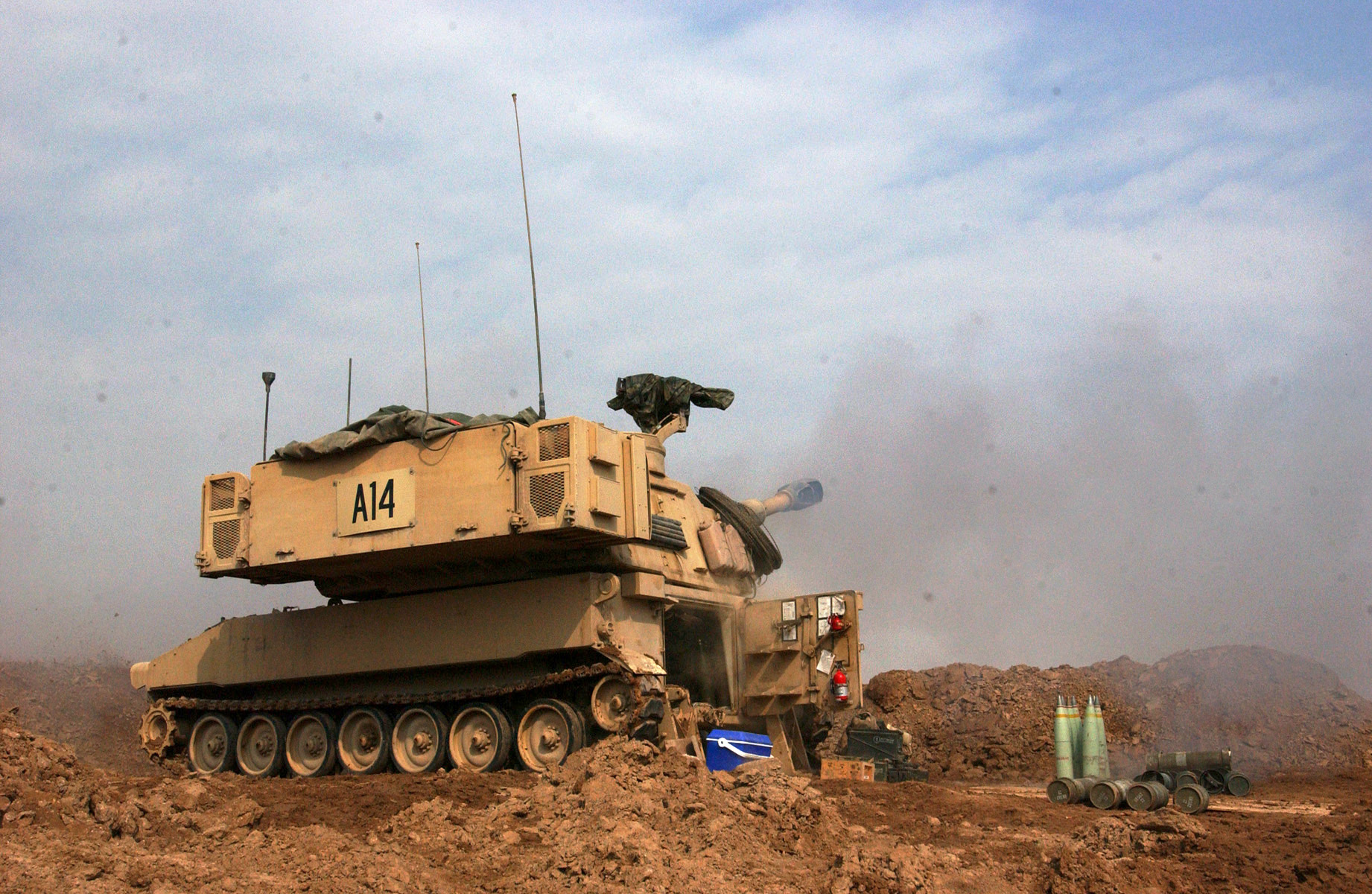
Haubica M109 SPH ostrzeliwująca pozycje rebeliantów

16 listopada wojska ogłosiły, iż Faludża została odbita z rąk rebeliantów. Od tej pory notowano sporadyczne ataki bojowników w różnych częściach miasta. Podczas walk o Faludżę, najskuteczniejszym snajperem armii Stanów Zjednoczonych był Chris Kyle, który zabił 40 rebeliantów. Po zakończeniu wojny w Iraku, został ogłoszony najskuteczniejszym snajperem w historii armii Stanów Zjednoczonych, gdyż podczas całej misji w Iraku zabił 255 osób, z czego 160 zostało oficjalnie potwierdzonych przez Pentagon.
Sporadyczne starcia w mieście trwały do 23 grudnia. Wówczas zlikwidowano ostatnie miejsce oporu. W ostatniej potyczce zginęło troje marines oraz 24 rebeliantów. Pod koniec stycznia 2005 jednostki bojowe USA opuściły Faludżę, wspierając jednocześnie ludność cywilną w powrocie do mocno zniszczonego miasta.

## Następstwa

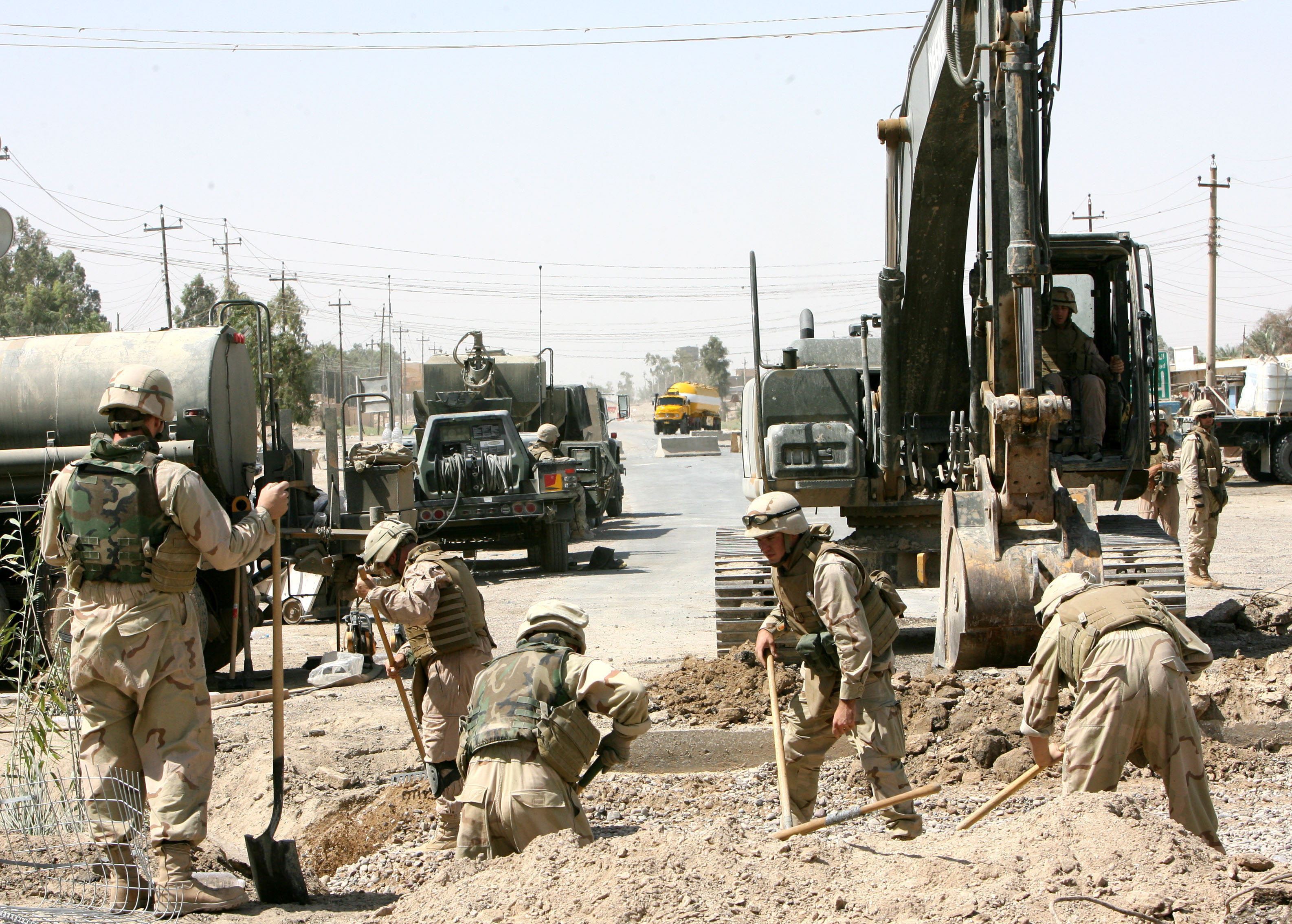
Amerykańscy żołnierze pomagają w odbudowie Faludży

W mieście poważnie uszkodzona została infrastruktura. Faludża, zwana miastem meczetów straciła w wyniku walk 60 spośród ok. 200 świątyń. Meczety były używane jako magazyny broni i silne punkty oporu rebeliantów. W sumie w 66 meczetach znaleziono broń używaną przez islamskich terrorystów. Około 9 tys. budynków uległo całkowitemu zniszczeniu. Około połowa z 50 tys. budynków uległa lekkiemu zniszczeniu. W mieście obowiązywała godzina policyjna po 19:00.
W 2003 w Faludży mieszkało ok. 350 tys. ludzi. Obie bitwy w 2004 zmusiły do przesiedlenia 250 tys. osób. Wiele z nich na stałe osiadło w innych regionach Iraku. Według raportów w bitwach śmierć poniosło 6 tys. cywili. W połowie grudnia mieszkańcy mogli zacząć powracać do miasta po przejściu biometrycznej identyfikacji. Odbudowa miasta postępowała powoli i polegała głównie na usunięciu zalegającego gruzu i wyburzaniu nie nadających się do eksploatacji zabudowań. Jedynie 10% uchodźców powróciło do miasta w pierwszej połowie stycznia 2005, a 30% do końca marca 2005.
Przejęcie kontroli nad miastem było w głównej mierze sukcesem amerykańskich sił zbrojnych. Półtora tysiąca rebeliantów przypłaciło walki śmiercią, a tempo rozprzestrzeniania się sunnickiej rebelii zdecydowanie spadło. Ponadto rola irackiej Al-Kaidy w ruchu oporu została poważnie zmniejszona, mimo że jej lider Abu Musab az-Zarkawi uciekł. Jedną z przyczyn szybkiego zwycięstwa Amerykanów, był fakt, iż znaczna część rebeliantów uciekła wraz z liderem, pozostawiając na polu bitwy jedynie lokalnych bojowników.
Po wycofaniu się batalionów marines liczba ataków rebeliantów stopniowo zwiększała się. W eksplozji samochodu-pułapki z 23 czerwca 2005, zginęło sześciu amerykańskich żołnierzy, a 14 zostało rannych. Sytuacja w prowincji Al-Anbar zdestabilizowała się w 2006. Wtedy ciężkie walki toczono głównie w Ramadi. Odpowiedzialność za kontrolę nad Faludżą przekazano siłom irackim jesienią 2007.

## Kontrowersje
Pomimo sukcesu militarnego, bitwa wywołała wiele kontrowersji. 16 listopada MBC News wyemitowała reportaż z operacji, w którym pokazano jak żołnierz zabija rannego bojownika. Do wydarzenia doszło 13 listopada. Marynarka Wojenna Stanów Zjednoczonych oceniła, że żołnierz działał w obronie własnej. Jednak CENTCOM (Centralne Dowództwo Armii USA) założyło sprawę, by zbadać, czy incydent ten stanowił bezprawne użycie siły.
Wielkie kontrowersje wzbudziła sprawa używania przez amerykańskie siły bomb uranowych oraz zapalających, wypełnionych środkami zapalającymi (białym fosforem oraz napalmem). Sprawę poruszył jako pierwszy niezależny dziennikarz Dahr Jamail w swoim raporcie.
8 listopada 2005 włoska telewizja RAI wyemitowała reportaż Fallujah, The Hidden Massacre, w którym poruszyła sprawę użycia białego fosforu przez Amerykanów. Bomby zapalające powodowały wśród rebeliantów, ale także i ludności cywilnej oparzenia chemiczne, które zazwyczaj kończyły się zgonem. Skutki działania białego fosforu były charakterystyczne – ciała zabitych były spopielone, a czasem skóra zwłok odpadała od ciała. Dowodzono także, że Amerykanie stosowali ponadto bomby MK-77, które są wypełnione mieszaniną zapalającą się w postaci żelu.
Dowództwo USA stwierdziło, że wojska używały białego fosforu dla osiągnięcia celów psychologicznych. Departament Stanu USA początkowo zaprzeczył jakoby używano białego fosforu jako środka bojowego, jednak kiedy media przedstawiały coraz więcej dowodów na rzeczywiste wykorzystywanie bomb zapalających podczas bitwy, potwierdził ten fakt. W magazynie Field Artillery w artykule z 2005 zatytułowanym The Fight for Fallujah, jeden z żołnierzy przyznał, iż praktyka mieszania białego fosforu z amunicją w jednostce artylerii była powszechna. Główną przyczyną było osiągnięcie celów psychologicznych. Wojskowy komentując tamte wydarzenia, przyznał, że nie było to szczególnie skuteczne.
Bomby zapalające miały być zrzucane przez helikoptery. Reportaż RAI przedstawił zdjęcia zwłok ludzi, zabitych przez biały fosfor, wśród których były dzieci. Pojawiły się wątpliwości dotyczące materiału, gdyż biały fosfor nie może być wystrzeliwany przez helikoptery w sposób przedstawiony na filmie. Bardziej prawdopodobne jest, że substancja ta została użyta w formie rac świetlnych lub jako substancja emitująca ciepło za pomocą której można było poszukiwać na powierzchni pocisków przeciwlotniczych. Wypowiadający się w reportażu amerykański ex–żołnierz Jeff Englehart z Kolorado, opisał stosowanie Willie Pete (białego fosforu), jako środka do masowego zabijania Arabów. Z powodu używania białego fosforu, a także śmiercionośnych bomb uranowych w Faludży po latach rodziły się dzieci z nowotworami i wadami genetycznymi.
Międzynarodowa Organizacja ds. Zakazu Broni Chemicznej (OPCW), cytowana w reportażu RAI, stwierdziła, że biały fosfor może być używany jako substancja oświetlająca, a nie jako broń ofensywna. OPCW stwierdziła również, że wykorzystanie toksycznych właściwości białego fosforu jest zabronione, natomiast wykorzystanie jego ciepła już nie. Rząd USA w ostateczności podtrzymał zaprzeczenia jakoby bomby zapalające używano przeciwko ludności cywilnej, natomiast administracja George’a Busha przyznała się do użycia bomb zapalających przeciwko wrogowi.
Biały fosfor jako środek bojowy w skupisku ludności cywilnej jest zabroniony przez III Protokół Konwencji o zakazie lub ograniczeniu użycia pewnych broni konwencjonalnych z 1980. Natomiast protokół ten nie zakazuje jego użycia w czasie walki bezpośrednio przeciw wrogowi. Podczas bitew o Faludżę, Stany Zjednoczone były jedynym państwem, które było stroną konwencji, ale nie podpisało protokołu III. Do jego podpisania doszło w dzień po zaprzysiężeniu Baracka Obamy na prezydenta USA, czyli 21 stycznia 2009.
13 grudnia 2022 Sekretarz Stanu USA Carlos del Toro ujawnił, że na cześć zwycięstwa w obu Bitwach o Faludżę, nowy amerykański lotniskowiec LHA-9 zostanie nazwany USS Fallujah. Lingwista i dysydent Noam Chomsky nazwał ten akt pochwałą inwazji USA i wymazywaniem pamięci irackich ofiar "jednej z największych zbrodni tamtej wojny".

## Siły sprzymierzonych

### Armia amerykańska
- Regimental Combat Team 1 (RCT-1)[43]:
  - 3rd Battalion 1st Marines
  - 3rd Battalion 5th Marines
  - 1st Battalion 24th Marines
  - 2nd Battalion, 7th Cavalry
  - Company’s C and D, 2nd Assault Amphibian Battalion
  - 3rd Platoon, Company E, 3rd Assault Amphibian Battalion Armored
  - 3rd Light Armored Reconnaissance Battalion (Mechanized)(Armored)
  - Combat Service Support Company 113, Combat Service Support Battalion 1
  - Combat Service Support Company 122, Heavy Equipment Platoon, 1st Maintenance Battalion
  - 4th Battalion 14th Marines– Battery „M”
  - Company C, 3rd Battalion, 8th Cavalry Regiment
  - 2nd Platoon, Company B, 2nd Battalion, 162nd Infantry
  - 2nd Tank Battalion
  - TOW Platoon, 23rd Marines
  - Scout Platoon, Headquarters & Service Company, 4th Tank Battalion
  - Scout Platoon, 2nd Tank Battalion (Attached 2/10 MAR HQ BTRY)
  - Company A, MP Battalion, 2nd Marine Logistics Group, 2nd Marine Division
  - Company B (reinforced), 2nd Combat Engineer Battalion, 2nd Marine Division
  - Detachment 4, 4th Civil Affairs Group
  - Combat Logistics Company 115, Combat Logistics Battalion 1, 1st Marine Logistics Group
  - Shock Trauma Platoon, 1st Marine Logistics Group
  - Company B, 1st Battalion, 4th Marines
  - Company B, 1st Battalion, 23rd Marines
  - Evac Platoon, Company C, 181 SPT Battalion, 81 HBCT
  - 2nd Battalion 11th Marines, Kilo 3/12, Golf, HQ Btry
  - Motor Transport Platoon, 2nd Battalion 10th Marines, HQ Btry
  - Task Force ECHO
- Regimental Combat Team 7 (RCT-7):
  - 1st Battalion 3rd Marines
  - 1st Battalion 8th Marines
  - Task Force 2-2
    - 2nd Battalion, 2nd Infantry Regiment
    - 2nd Platoon, Alpha company, 82nd Engineer Battalion
    - F Troop, 4th Cavalry
    - 2nd Battalion, 63rd Armored Regiment

  - 1st Battalion 12th Marines – Battery „C”
  - F Troop 4th Cavalry 3rd Brigade Reconnaissance Troop 1st Infantry Division
  - 2nd Tank Battalion – Co A
  - Company C, 2nd Combat Engineer Battalion
  - 44th Engineer Battalion, 2nd Brigade, 2nd Infantry Division
  - Company C, 2nd Assault Amphibian Battalion
  - Company B, MP Battalion, 4th Marine Logistics Group
  - 3rd Platoon, Combat Engineer Company, Combat Assault Battalion, 3rd Marine Division
  - 2nd Force Recon Company
  - 2nd Platoon, Company C, 3rd Assault Amphibian Battalion
  - 1st Platoon, Engineer Company C, 6th Engineer Support Battalion
  - Company C, 1st Light Armored Reconnaissance Battalion
  - Company A, 2nd Light Armored Reconnaissance Battalion
  - MEU Service Support Group 31, 31st Marine Expeditionary Unit
  - Explosive Ordnance Disposal Mobile Unit THREE
- 2nd Brigade, 1 Dywizja Kawalerii
  - 1st Battalion, 5th Infantry
  - A Troop 2nd Squadron, 14th Cavalry'
  - 3rd Battalion, 82 pułk artylerii polowej
  - 759th Military Police Battalion Composite
  - 2nd Reconnaissance Battalion
  - 15th Forward Support Battalion
  - 2nd Brigade, 1st Cavalry Division TAC
- 1st Squadron, 124th Cavalry, 36th Infantry Division
  - CROWS Team One
- US Army Special Operations Command

### Armia iracka
- 1st Specialized Special Forces Battalion, Companies D and B[55]
- Iraqi 36th Commando Battalion[56]
- Iraqi Counterterrorism Force[57]
- Emergency Response Unit – pod dowództwem RCT-7[57]
- 1st Battalion, 1st Brigade, Iraqi Intervention Force – Operated independently of Coalition forces[57]
- 2nd Battalion, 1st Brigade, Iraqi Intervention Force – pod dowództwem RCT-7[57]
- 4th Battalion, 1st Brigade, Iraqi Intervention Force – pod dowództwem RCT-7[57]
- 5th Battalion, 3rd Brigade, Iraqi Intervention Force – pod dowództwem RCT-7[57]
- 6th Battalion, 3rd Brigade, Iraqi Intervention Force – pod dowództwem RCT-7 2nd Brigade, 1st Cavalry Division[57]

### Armia brytyjska
- 1st Battalion The Black Watch[58]

### Straty sprzymierzonych
W wyniku działań militarnych poległo:
- 51 amerykańskich żołnierzy, 425 odniosło rany[4][5][6],
- 8 irackich żołnierzy, 43 odniosło rany[4].

## Wpływ bitwy na kulturę
Bitwa o Faludżę wywarła duży wpływ na kulturę. Po jej zakończeniu powstały filmy, książki, a nawet gry komputerowe i piosenki na jej temat.

### Filmy
- Fallujah, The Hidden Massacre – kontrowersyjny film dokumentalny poruszający sprawę używania bomb zapalających przez amerykańskie wojska[38]
- Occupation: Dreamland – film dokumentalny z 2005[59]
- Shootout! – D-Day: Fallujah – film wyemitowany w 2005 przez History[60].

### Gry komputerowe
- Six Days in Fallujah[61]
- Close Combat: First to Fight[62]

### Książki
- Bing West: No True Glory: A Frontline Account of the Battle for Fallujah. 2005. ISBN 978-0-553-80402-7. (ang.). Brak numerów stron w książce
- Patrick O’Donnell: We Were One: Shoulder to Shoulder with the Marines Who Took Fallujah. 2006. ISBN 978-0-306-81469-3. (ang.). Brak numerów stron w książce
- John R. Ballard: Fighting For Fallujah: A New Dawn for Iraq. 2006. ISBN 978-0-275-99055-8. (ang.). Brak numerów stron w książce
- Gary Livingston: Fallujah With Honor: First Battalion, Eighth Marine’s Role in Operation Phantom Fury. 2006. ISBN 1-928724-06-X. (ang.). Brak numerów stron w książce
- Vincent L. Foulk: Battle of Fallujah: Occupation, Resistance And Stalemate in the War in Iraq. 2006. ISBN 0-7864-2677-2. (ang.). Brak numerów stron w książce
- Mike Tucker: Among Warriors In Iraq: True Grit, Special Ops, and Raiding in Mosul and Fallujah. 2006. ISBN 978-1-59228-732-1. (ang.). Brak numerów stron w książce
- Robert Lyman: Iraq 1941: The Battles For Basra, Habbaniya, Fallujah and Baghdad. 2006. ISBN 978-1-84176-991-2. (ang.). Brak numerów stron w książce
- Brad Kasal: My Men Are My Heroes: The Brad Kasal Story. 2007. ISBN 0-696-23236-7. (ang.). Brak numerów stron w książce
- Richard Jadick: On Call In Hell: A Doctor’s Iraq War Story. 2007. ISBN 0-451-22053-6. (ang.). Brak numerów stron w książce
- David Bellavia: House to House: An Epic Memoir of War. 2007. ISBN 0-451-22053-6. (ang.). Brak numerów stron w książce
- Jemes E. Wise: The Navy Cross: Extraordinary Heroism in Iraq, Afghanistan and Other Conflicts. 2007. ISBN 1-59114-945-2. (ang.). Brak numerów stron w książce
- Ahmad Mansur: معركة الفلوجة : هزيمة أمريكا في العراق. 2007. ISBN 978-977-427-309-4. (arab.). Brak numerów stron w książce
- Sunrise over Fallujah. 2008. ISBN 978-0-439-91625-7. (ang.). Brak numerów stron w książce
- Nicholas Popaditch, Mike Steere: Once a Marine: An Iraq War Tank Commander’s Inspirational Memoir of Combat. 2008. ISBN 978-1-932714-47-0. (ang.). Brak numerów stron w książce
- Fallujah: Shock & Awe. 2009. ISBN 978-0-85124-706-9. (ang.). Brak numerów stron w książce
- Ahmed Mansour: Inside Fallujah: The War on the Ground. 2009. ISBN 978-1-56656-778-7. (ang.). Brak numerów stron w książce
- Josh Daugherty: The Daily Thoughts of a Fallujah Marine. 2009. ISBN 978-1-60836-044-4. (ang.). Brak numerów stron w książce
- Dick Camp: Operation Phantom Fury: The Assault and Capture of Fallujah. 2009. ISBN 978-0-7603-3698-4. (ang.). Brak numerów stron w książce
- Marcin Gawęda: Rebelia. 2011. (pol.). Brak numerów stron w książce

### Piosenki
- Christmas in Fallujah – Jefferson Pepper (2005)[63]
- Christmas in Fallujah – Cass Dillon i Billy Joel (2007)[63].
- Faluja – Molecule (ft. Promoe) (2008)[64].